# Šárka

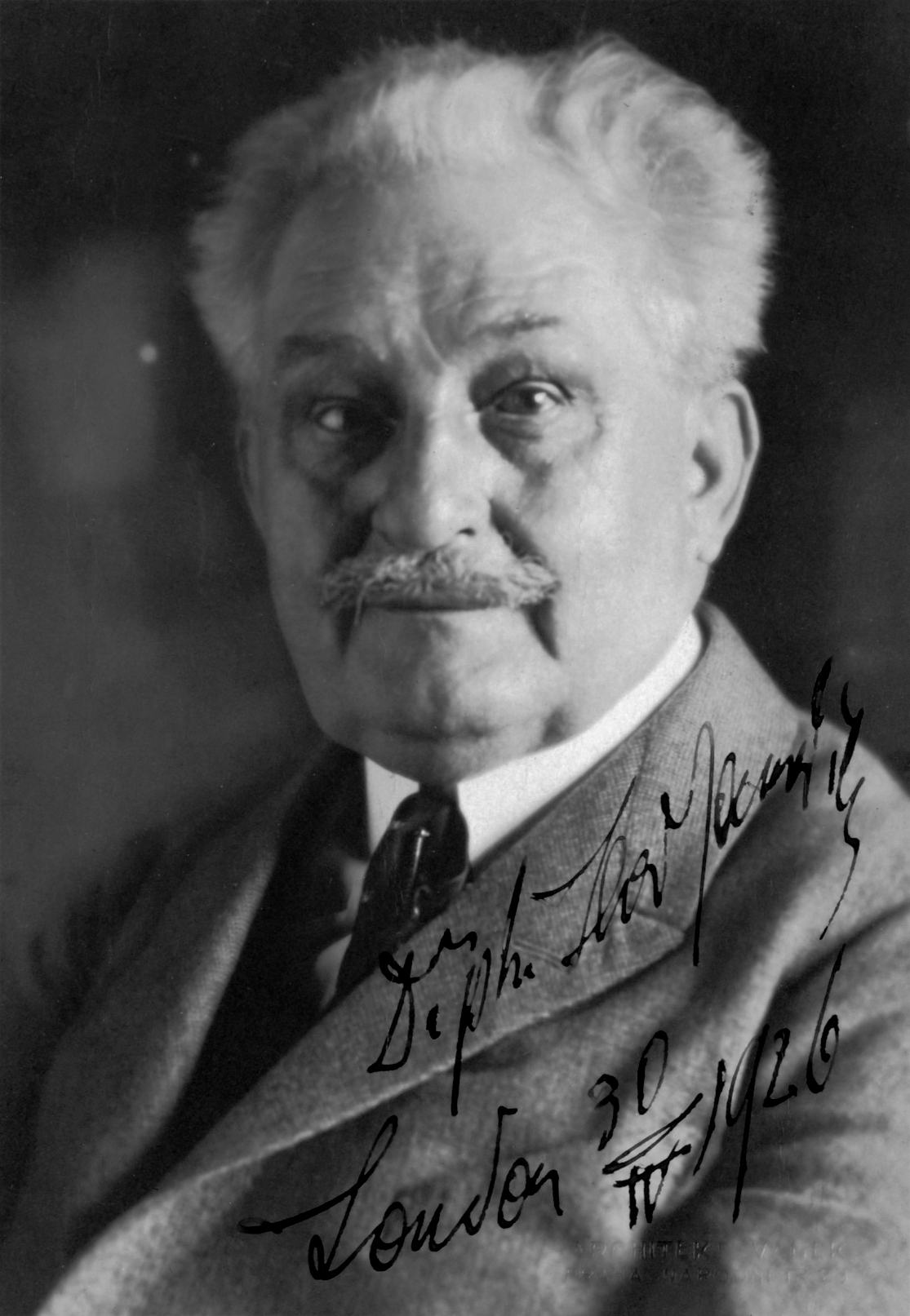
Leoš Janáček

Šárka är en opera i tre akter med musik av Leoš Janáček och libretto av Julius Zeyer efter den böhmiska legenden om Šárka i Dalimilkrönikan. Operan komponerades 1887 men uppfördes först den 11 november 1925 på Divadlo na Hradbách (dagens Mahenteater) i Brno till minne av Janáčeks 71-årsdag.

## Historia
I januari 1887 hade poeten Julius Zeyer publicerat sitt poem "Šárka, ett musikdrama". Orden "musikdrama" tydde på att han hade intentionen att någon skulle skriva ett libretto på texten. Redan innan publiceringen hade Zeyer haft Antonín Dvořák i tankarna som en framtida kompositör men denne var inte intresserad. Så fort som Janáček blev bekant med texten började han tonsätta den och sommaren 1887 var operan färdig som pianopartitur. Osäker på sin förmåga som operakompositör önskade han få ett professionellt utlåtande och skickade partituret till Dvořák för en bedömning. Dvořák mottog noterna den 6 augusti och inviterade Janáček till Prag så att de båda kunde diskutera igenom stycket. Denna uppmuntran gav Janáček modet att för första gången närma sig Zeyer och be om hans tillstånd att använda texten. Men Zeyer var inte intresserad. Trots detta fortsatte Janáček att arbeta på stycket och gjorde ändringar och tillägg, komponerade en ny ouvertyr och kompletterade en del orkestrering. När han till sist insåg att hans besvär var förgäves lade han verket åt sidan.
Först 30 år senare återfann han stycket i en byrålåda och förvånades över att den ännu existerade, och att två av akterna var färdigorkestrerade. Trots att han sedan dess hade övergett sin romantiska musikstil bestämde han sig för att slutföra verket. Med hjälp av sin elev Osvald Chlubna fullbordade han den tredje akten och den 11 november 1925 kunde operan uruppföras på Nationalteatern i Brno.

## Personer
| Roller                                  | Stämma      | Premiärbesättning den 11 november 1925 (Dirigent: František Neumann ) |
| --------------------------------------- | ----------- | --------------------------------------------------------------------- |
| Častava                                 | kontraalt   |                                                                       |
| Ctirad, krigare och lojal till Přemysl  | tenor       | Emil Olšovský                                                         |
| Hosta                                   | kontraalt   |                                                                       |
| Libina                                  | sopran      |                                                                       |
| Mlada                                   | sopran      |                                                                       |
| Přemysl, prins och änkling efter Libuše | baryton     |                                                                       |
| Radka                                   | mezzosopran |                                                                       |
| Šárka, kvinnlig krigare i Vlastas armé  | sopran      | Hana Pírková                                                          |
| Svatava                                 | sopran      |                                                                       |
| Vitoraz                                 | bas         |                                                                       |
| Vlasta                                  | mezzosopran |                                                                       |

## Handling
Ctirad svär att vakta Libušes grav. Šárka och hennes kvinnliga krigare invaderar graven men får panik då de blir tillbakadrivna av Ctirad. De svär att hämnas. Šárka planerat att överfalla Ctirad. Hon låter sig bindas vid ett träd, till synes försvarslös, medan hennes krigare gömmer sig i närheten. Ctirad finner henne och bevekas när hon berättar att hon blivit övergiven av den svartsjuka Vlasta. Han friger henne. Trots hans goda gärning kallar hon fram krigarna som dödar Ctirad. Šárka har samvetskval. Vid begravningen av Ctirad rusar hon upp på bålet och dör i flammorna.